# Luciano Huck
Luciano Huck, all'anagrafe Luciano Grostein Huck (San Paolo, 3 settembre 1971), è un conduttore televisivo, giornalista e imprenditore brasiliano.

## Biografia
Di famiglia ebraica (proveniente dalla Russia e dall'Ucraina), è figlio dell'avvocato Hermes Marcelo Huck e dell'urbanista Marta Dora Grostein, nonché fratellastro del cineasta Fernando Grostein.
Ha esordito come giornalista presso il Jornal da Tarde nel 1993, dove gli è stata affidata una rubrica quotidiana chiamata Circulando, dedicata al mondo dei giovani. Nello stesso periodo ha condotto un programma trasmesso da Rádio Jovem Pan. 
Nel 1994 ha iniziato ad apparire in televisione. Nel 1996 ha lasciato il giornale per lavorare a tempo pieno sul piccolo schermo. Assunto presso Globo Network nel settembre 1999, ha condotto il programma Caldeirão Do Huck, che mescolava intrattenimento e impegno umanitario ed è andato in onda per ben 18 anni, permettendogli anche di ottenere svariati riconoscimenti.
Nel 2021 è stato chiamato alla conduzione del programma che ha sostituito il varietà Domingão do Faustão, una delle più longeve trasmissioni tv brasiliane, in seguito all'addio del presentatore Fausto Silva. Domingão com Huck è stato presentato in anteprima il 5 settembre. 
Luciano Huck è fondatore e presidente dell'Instituto Criar, un'organizzazione senza scopo di lucro la cui missione è quella di promuovere lo sviluppo professionale, sociale e personale dei giovani che cercano di affermarsi nel cinema e nei nuovi media. Oltre 2000 persone si sono iscritte al suo programma educativo da quando è stato istituito nel 2004.
È membro dei movimenti civici Agora! e Renovabr. Il nome di Huck è stato fatto più volte quale possibile candidato alle elezioni presidenziali, ma l'interessato ha sempre smentito. Egli è comunque considerato molto vicino a Fernando Henrique Cardoso.
Huck ha anche recitato in qualche film, soprattutto al fianco di Xuxa e, nel ruolo di sé stesso, in telenovelas di TV Globo. Nel 2010 ha inoltre intrapreso la carriera di doppiatore, suscitando però impressioni negative.

## Vita privata
Luciano Huck è sposato dal 2004 con la cantante, attrice e presentatrice Angélica Ksyvickis, e ha tre figli, Joaquim, Benício ed Eva.